# メインライン (スリランカ)
メインラインは、スリランカ民主社会主義共和国（通称スリランカ）のコロンボ・フォート駅からバドゥッラ駅を結ぶ全長 292.393 km の鉄道路線である。

## 路線概要

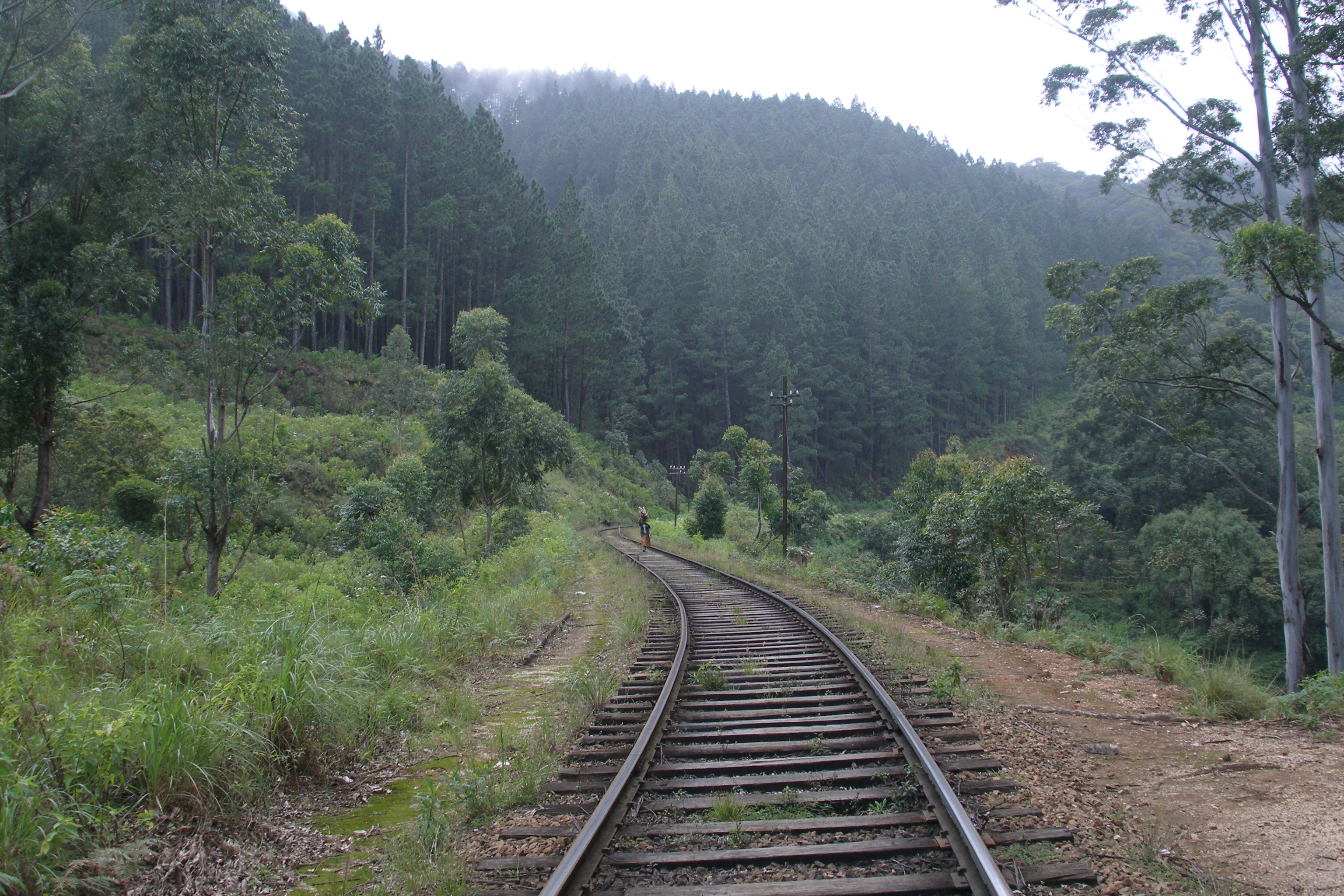

西部地方のコロンボ・フォート駅を起点とし、途中のラーガマ駅でプッタラムラインと分岐、ガンパハ駅、ベヤンゴダ駅を経由しポルガハウェラ駅でノーザンラインと分岐して北東方向へ進む。ランブッカナ駅を過ぎると、列車は山岳地帯へ登り始める。ペラデニヤ駅でキャンディ、マータレーへ向かうマータレーラインと分岐し、線路は紅茶の産地ヌワラ・エリヤを抜けてウバ州バドゥッラ駅へ到着する。

## 歴史
メインラインは1864年に首都コロンボからサバラガムワ州アンベプッサ間 (54 km) が最初に路線を建設されたことから始まる。同年12月27日にその区間における線路が敷かれるようになった。その翌年の1865年10月2日に旅客における運輸手段として走らせるようになった。元々は内陸部からコロンボへ主に紅茶やコーヒーなどの農産物を輸出するための運輸手段として敷設させていた。
その後メインラインは1867年にはキャンディへ路線を伸ばし、さらに1874年にナワラピティヤへ、1885年にナヌオヤへ、1894年にバンダラウェラへ、そして1924年にバドゥッラまで延伸させていった。

## データ

### 主要な駅一覧
公式サイトによると、2019年現在の主要駅と累計キロは表の通り。
| 駅名                 | 累計営業キロ | 接続路線           | 所在地                      | 備考                                   |
| -------------------- | ------------ | ------------------ | --------------------------- | -------------------------------------- |
| コロンボ・フォート駅 | 0.0          | コーストライン     | 西部州 コロンボ県           |                                        |
| マラダーナ駅         | 1.9          | ケラニバレィライン | 西部州 コロンボ県           |                                        |
| ケラニヤ駅           | 6.873        |                    | 西部州 ガンパハ県           |                                        |
| フヌピティヤ駅       | 10.026       |                    | 西部州 ガンパハ県           |                                        |
| ラーガマ駅           | 15.546       | プッタラムライン   | 西部州 ガンパハ県           |                                        |
| ガンパハ駅           | 27.538       |                    | 西部州 ガンパハ県           |                                        |
| ベヤンゴダ駅         | 37.478       |                    | 西部州 ガンパハ県           | 鉄道開通当初に設置された5駅のうちの1つ |
| ミヒリガマ駅         | 50.27        |                    | 西部州 ガンパハ県           |                                        |
| アンベプッサ駅       | 56.224       |                    | 西部州 ガンパハ県           | 1864年に初めて開通した区間の終点       |
| アローワ駅           | 65.672       |                    | 北西部州 クルネーガラ県     |                                        |
| ポルガハウェラ駅     | 73.827       | ノーザンライン     | 北西部州 クルネーガラ県     |                                        |
| ランブッカナ駅       | 84.437       |                    | サバラガムワ州 ケーガッラ県 | ピンナワラのゾウの孤児園の最寄駅       |
| カドゥガナワ駅       | 105.537      |                    | 中部州 キャンディ県         |                                        |
| ペラデニヤ駅         | 114.851      | マータレーライン   | 中部州 キャンディ県         | ペラデニヤ大学の最寄駅                 |
| ガンポラ駅           | 126.931      |                    | 中部州 キャンディ県         |                                        |
| ウラペイン駅         | 134.306      |                    | 中部州 キャンディ県         |                                        |
| ナワラピティヤ駅     | 141.522      |                    | 中部州 キャンディ県         |                                        |
| ギャルボーダ駅       | 152.857      |                    | 中部州 キャンディ県         |                                        |
| ワタワラ駅           | 162.1        |                    | 中部州 ヌワラ・エリヤ県     |                                        |
| ローゼラ駅           | 167.789      |                    | 中部州 ヌワラ・エリヤ県     |                                        |
| ハットン駅           | 174.905      |                    | 中部州 ヌワラ・エリヤ県     |                                        |
| コタガラ駅           | 179.969      |                    | 中部州 ヌワラ・エリヤ県     |                                        |
| タラワケル駅         | 187.857      |                    | 中部州 ヌワラ・エリヤ県     |                                        |
| ワタゴダ駅           | 194.296      |                    | 中部州 ヌワラ・エリヤ県     |                                        |
| ラデッラ駅           | 202.709      |                    | 中部州 ヌワラ・エリヤ県     |                                        |
| ナヌ・オヤ駅         | 207.056      |                    | 中部州 ヌワラ・エリヤ県     | ヌワラ・エリヤの最寄駅                 |
| アンベウェラ駅       | 221.495      |                    | ウバ州 バドゥッラ県         |                                        |
| パッティポラ駅       | 224.931      |                    | ウバ州 バドゥッラ県         | スリランカ最高標高の駅(1,897.5 m)      |
| オヒヤ駅             | 231.641      |                    | ウバ州 バドゥッラ県         |                                        |
| イダルガシンナ駅     | 240.563      |                    | ウバ州 バドゥッラ県         |                                        |
| ハプタレ駅           | 247.968      |                    | ウバ州 バドゥッラ県         |                                        |
| ディヤタラワ駅       | 253.079      |                    | ウバ州 バドゥッラ県         |                                        |
| バンダーラウェラ駅   | 259.148      |                    | ウバ州 バドゥッラ県         | バンダーラウェラの中心駅               |
| エラ駅               | 271.592      |                    | ウバ州 バドゥッラ県         |                                        |
| デモダーラ駅         | 277.717      |                    | ウバ州 バドゥッラ県         |                                        |
| ハリ・エラ駅         | 286.596      |                    | ウバ州 バドゥッラ県         |                                        |
| バドゥッラ駅         | 292.393      |                    | ウバ州 バドゥッラ県         | バドゥッラの中心駅                     |